# Carl Ludwig von Pfuel
Carl Ludwig von Pfuel (* 8. Juli 1725 in Wilmersdorf; † 27. Dezember 1803 in Schweidnitz) war ein preußischer Offizier, zuletzt Generalmajor und Chef des Infanterieregiments Nr. 40.

## Leben

### Herkunft
Carl Ludwig war der Sohn von Hans Heinrich Friedrich von Pfuel (* 1680; † 28. Dezember 1725 in Wilmersdorf), preußischer Major a. D., Herr auf Wilmersdorf, und dessen Ehefrau Dorothea Henriette, geborene Nagel. Sie war die Tochter des Hofpredigers in Berlin.

### Militärkarriere
Pfuel wurde am 1. März 1742 als Gefreiterkorporal im Infanterieregiment „von Borcke“ Nr. 29 der Preußischen Armee angestellt. Als Fähnrich nahm er dann am Feldzug 1744/45 an den Kämpfen bei Hohenfriedberg, Soor und Jägerndorf teil. Nach Kriegsende wurde Pfuel am 27. März 1749 Sekondeleutnant. Im Feldzug 1756/63 kam Pfuel bei Prag, Kolin, Breslau und Kunersdorf zum Einsatz. Im Gefecht  bei Maxen geriet er in Gefangenschaft und wurde 1761 ausgetauscht. Zwischenzeitlich hatte man ihn am 3. Juni 1757 zum Premierleutnant sowie am 21. September 1759 zum Stabskapitän befördert. Nach seiner Rückkehr wurde Pfuel am 21. September 1762 schließlich Kapitän und Kompaniechef. Zehn Jahre später folgte seine Beförderung zum Major und die Ernennung zum Kommandeur des Grenadierbataillons 33/42, mit dem er sich dann am Bayerischen Erbfolgekrieg beteiligte. Pfuel wurde dann im September 1780 zum Infanterieregiment Nr. 38 versetzt und dort am 4. Juni 1783 zum Oberstleutnant sowie am 25. Mai 1785 zum Oberst befördert. Als solcher wurde Pfuel am 9. Januar 1790 Regimentskommandeur. Nachdem er am 23. August 1790 Generalmajor geworden war, ernannte ihn Friedrich Wilhelm II. am 10. Mai 1791 zum Chef des Infanterieregiments „von Erlach“ Nr. 40 und verlieh ihm im selben Jahr am 16. August für seine langjährigen Verdienste den Orden Pour le Mérite.
Pfuel dimittierte am 28. Dezember 1794 mit einer Pension von 1000 Talern. Seinen Wunsch nach Verleihung des Charakters als Generalleutnant lehnte Friedrich Wilhelm III. am 16. Februar 1799 ab.

### Familie
Pfuel war seit 1789 mit Rosine Eleonore Förster (* 1747) verheiratet.